# Departamento de Salud y Servicios para las Personas Mayores del Estado de Nueva Jersey
El Departamento de Salud y Servicios para las Personas Mayores del Estado de Nueva Jersey (New Jersey Department of Health and Senior Services) es una instancia gubernamental del estado de Nueva Jersey, en los Estados Unidos, encargada de prestar servicios para la salud.
La Junta de Salud del Estado de Nueva Jersey surgió en 1877. Entre sus funciones administrativas fueron creados el Departamento de Salud en 1947. En 1996, esta última pasó a llamarse Departamento de Salud y Servicios para las Personas Mayores.